# Чернявский, Сергей Александрович
Сергей Александрович Чернявский (род. 2 июня 1974) — советский и белорусский хоккеист, нападающий. Тренер.

## Биография
Воспитанник минской «Юности». Начинал играть в команде первой советский лиги «Неман» Гродно (1991/92). Играл в чемпионате МХЛ и Белоруссии за «Динамо» Минск (1992/93), «Тивали» (1993/94 — 1995/96), «Белсталь» Жлобин (ВЕХЛ, 1995/96).
В России выступал за «Торпедо» Ярославль (1996/97 — 1997/98, чемпион России 1997), ЦСК ВВС (1997/98), «Спартак» Москва (1998/99), «Кристалл» Электросталь (1999/2000), «Газовик» Тюмень (2001/02 — 2002/03).
Играл за клубы «Нитра» (Словакия, 1998/99), «ТВК Инсбрук» (Австрия, 2000/01).
Вернувшись в Белоруссию, выступал за команды «Юность-Минск» (2002/03 — 2003/04), «Юниор» Минск (2003/04), «Керамин» Минск (2004/05 — 2005/06), «Гомель» (2006/07), «Металлург» Жлобин (2007/08), «Брест» (2007/08).
В сезоне 2009/10 играл в Нидерландской хоккейной лиге (Эредивизие) за «Эйндховен Кемпханен».
Выступал за сборную Белоруссии.